# Digital Millennium Copyright Act
Digital Millennium Copyright Act, conhecido como DMCA (em português, Lei dos Direitos Autorais do Milênio Digital) é uma lei dos Estados Unidos da América sobre direito autoral, que criminaliza não só a infração em si, mas também a produção e a distribuição de tecnologia que permita evitar as medidas de proteção aos direitos de autor. Além disso, ela aumenta as penas por infrações de direitos autorais cometidas via Internet. Aprovada em 12 de outubro de 1998 por unanimidade no Senado dos Estados Unidos e sancionada pelo presidente Bill Clinton em 28 de outubro de 1998, a DMCA alterou a legislação dos EUA para ampliar o alcance dos direitos de autor, ao mesmo tempo em que limitou a responsabilidade dos prestadores de serviços on-line sobre violações de direitos autorais cometidas por seus usuários.
Algumas organizações, como a Electronic Frontier Foundation (EFF), avaliam os efeitos das  medidas para evitar saltar-se as proteções da DMCA. Segundo a EFF, a seção 1201 da lei paralisa a liberdade de expressão e a investigação científica, ameaça o uso legítimo e impede a concorrência e a inovação.[carece de fontes?]

## Controvérsia
No décimo aniversário da DMCA, a Electronic Frontier Foundation documentou consequências danosas das disposições anti-circunvenção.
- Sufoca a livre expressão, como na utilização contra o programador russo Dmitry Sklyarov, o Professor de Princeton (Edward Felten) e jornalistas;[carece de fontes?]
- Põe em risco o uso justo;[carece de fontes?]
- Impede a concorrência, como nos casos de em cartuchos de toner, abridores da porta da garagem e os esforços da RealNetworks em vender música aos proprietários de iPod[4] e
- Interfere nas leis de invasão de computador.[5]

## Reforma
Atualmente há esforços no Congresso dos Estados Unidos no sentido de modificar esta lei. Rick Boucher, um congressista democrata da Virginia, lidera um desses esforços no sentido de introduzir o DMCRA, "Digital Media Consumers’ Rights Act" (em português, "Lei dos direitos dos consumidores de media digital").[carece de fontes?]

### Informação sobre a DMCA
- Texto da DMCA
- U.S. Copyright Office summary of the DMCA, (PDF)
- U.S. Copyright Office homepage
- Title 17 of the U.S. Code, Cornell Law School
- Cybertelecom's DMCA information and background material

### Recursos anti-DMCA
- Chilling Effects Clearinghouse

### Políticas de exemplo de DMCA
- Google's DMCA policy
- An ISP's fully automatic DMCA-notification procedure